# Adriana Díaz
Pour les articles homonymes, voir Díaz.
Adriana Yamila Díaz González, né le 31 octobre 2000 à Utuado,, est une pongiste portoricaine. Son meilleur classement est le n°9 mondial, obtenu en mars 2022.
Droitière, elle possède un style de jeu atypique basé sur l'originalité du placement de la balle et le bloc coupé.

## Biographie
Adriana Díaz découvre le tennis de table à l'âge de 4 ans dans le club de son village natal. Ses parents étaient d'anciens pongistes. Sa sœur Melanie Díaz (en) ainsi que son cousin Brian Afanador (en) sont aussi des pongistes professionnels qui évoluent dans l'équipe nationale portoricaine,,.
Elle fait partie en 2019 des vingt et une femmes de moins de 21 ans qui changent le monde selon Teen Vogue. Elle est en effet issue d'un petit pays où les sports dominants sont le basket-ball et le baseball, principalement pratiqués par des hommes,. Elle espère changer la perception de ce sport dans son pays.
La même année, elle est élue athlète de la décennie de Porto Rico par le magazine Zona. Elle devance des sportives comme Monica Puig ou encore Amanda Serrano.
Elle est sponsorisée par la marque Butterfly. Elle reçoit aussi un soutien financier du chanteur et rappeur portoricain Daddy Yankee. En effet, Porto Rico est un pays pauvre et les organisations du tennis de table portoricain ont du mal à soutenir leurs pongistes.
Avec ses sœurs, Melanie, Fabiola et Gabriela, elle a créé une entreprise qui produit des cahiers scolaires.

## Carrière
À seulement 15 ans, elle réussit à se qualifier pour les Jeux olympiques de 2016 à Rio de Janeiro. Elle devient alors la première pongiste portoricaine de l'histoire à réussir à se qualifier pour cet événement.
Elle est quadruple vainqueur des championnats panaméricains en simple. Elle remporte son premier titre en 2017. Elle gagne également ceux de 2018, 2021 et 2022.
Elle a gagné trois médailles d'or aux Jeux panaméricains de 2019. Elle s'est imposée en simple, en double avec sa sœur et par équipes.
En 2023, elle est la seule pongiste des Amériques, avec Hugo Calderano chez les hommes, à avoir réussi à être classée dans les vingt premières mondiales. Cette année-là, sa meilleure performance sur la scène internationale est une demi-finale perdue contre Chen Xingtong lors du WTT Star Contender de Bangkok. Elle est la 13e joueuse mondiale en août 2023.